# Revue de la régulation
 (avril 2022).
La Revue de la régulation (ou Revue de la régulation. Capitalisme, institutions, pouvoirs)  est une revue de sciences économiques fondée en 2007 à l'initiative de l'association Recherche & Régulation. Elle est hébergée par la Maison des Sciences de l'homme Paris-Nord.